# بيلاتوس بي سي-6
بيلاتوس بي سي-6 بورتر (بالإنجليزية: Pilatus PC-6 Porter)‏ وهي طائرة إقلاع وهبوط قصير للخدمات ونقل الركاب مصنعة من قبل شركة بيلاتوس للطائرات السويسرية.

## التصميم والتطوير
أقلع أول نموزج لهذه الطائرة في 4 مايو عام 1959 وكان مزود بمحرك مكابس بطاقة 254 كيلو واط. وأقلع أول نموذج لطائرة تيربو بورتار عام 1961 وكانة مزودة بمحرك مروحة توربينية. وتم تطوير محركات طائرات نيربو بورتار عام 1963 لتصبح طاقتها 410 كيلو وات.
وتم تصنيع الطائرة في الولايات المتحدة برخصة لشركة فيرتشايلد للطيران. وتم تسميتها إيه يو-23 إيه بيس مايكر (AU-23A Peacemaker) في القوات الجوية الأمريكية, ويو في-20 تشيريكاهو (UV-20 Chiricahua) في القوات البرية للولايات المتحدة.

## تاريخ الاستخدام
شهرت هذه الطائرة في عالم الطيران بقدرتها على الإقلاع والهبوط القصير على معظم أنواع تضاريس الأرض. فكانت تقلع بمسافة 195 متر وتهبط بمسافة 130 متر بمحمولة قدرها 1,500 كيلو غرام. أمنت لها هذه الخاصية الرقم القياسي في موسوعة غينيس للأرقام القياسية لأعلى هبوط في العالم لطائرة بجوانح ثابتة، والذي تمد على علو 5,750 متر في جبال دهاولاجيري (Dhaulagiri) في النيبال.

## طرازات
- بي سي-6 بورتر النسخة الأولى وكانت مزودة بمحرك مكابس من نوع أفكو ليكومينغ جس إس أو-480-بي1إيه6 بطاقة 254 كيلو واط.
- بي سي-6 / 350 وهي نسخة معدلة من طائرة بي سي- 6 مزودة بمحرك مكابس من نوع أفكو ليكومينغ آي جي أو-540-إيه1إيه بطاقة 261 كيلو واط.
- بي سي-6/إيه تيربو بورتر وهي النسخة الأولى لسلسلة تيربو بورتر مزودة بمحرك مروحة توربينية من نوع تيربوميكا أستازو آي آي أي أو آي آي جي بطاقة 320 كيلو واط.
- بي سي-6/إيه1 تيربو بورتر نسخة سنة 1968 مزودة بمحرك مروحة توربينية من نوع تيربوميكا أستازو إكس آي آي بطاقة 427 كيلو واط.
- بي سي-6/إيه2 تيربو بورتر نسخة سنة 1971 مزودة بمحرك مروحة توربينية من نوع تيربوميكا أستازو إكس آي في أي بطاقة 427 كيلو واط.
- بي سي-6/بي تيربو بورتر مزودة بمحرك مروحة توربينية من نوع برات ووتني كندا بي تي6إيه-6إيه بطاقة 410 كيلو واط.
- بي سي-6/بي1 تيربو بورتر مزودة بمحرك مروحة توربينية من نوع برات ووتني كندا بي تي6إيه-20 بطاقة 410 كيلو واط.
- بي سي-6/بي2-أتش2 تيربو بورتر مزودة بمحرك مروحة توربينية من نوع برات ووتني كندا بي تي6إيه-27 بطاقة 507 كيلو واط.
- بي سي-6/سي تيربو بورتر وهي نسخة أولية واحدة لشركة فيرتشايلد للطيران مزودة بمحرك مروحة توربينية من نوع غارت تي بي أي-331-25دي بطاقة 429 كيلو واط.
- بي سي-6/سي1 تيربو بورتر مزودة بمحرك مروحة توربينية من نوع غارت تي بي أي-331-1-100 بطاقة 429 كيلو واط.
- بي سي-6/سي2-إتش2 تيربو بورتر مزودة بمحرك مروحة توربينية من نوع غارت تي بي أي-331-101إف بطاقة 485 كيلو واط فعّآلة.
- بي سي-6/دي-إتش3 تيربو بورتر وهي نسخة أولية واحدة مزودة بمحرك مكابس مع تيربو من نوع أفكول يكومسنج بطاقة 373 كيلو واط.
- إيه يو-23 إيه بيس مايكر وهي طائرة مسلحة، للاستخدام ضد المتمردين ولنقل الخدمات صنعت للقوات الجوية الأمريكية وإستخدمة في حرب فيتنام في بداية السبعينات. تم صنع 35 طائرة برخصة لشركة فيرتشايلد للطيران. وتم بيع جميع الطائرات للقوات الجوية الملكية التايلندية.
- يو في-20 تشيريكاهو وهي طائرة خدمات للقوات البرية للولايات المتحدة, تم مركز اثنين منها في برلين الغربية في السبعينات والثمانينات.
- بي سي 8 توين بورتر وهي نسخة بمحركين تم إنتاجها عم 1967 ولكن لم تصنع.

## المستخدمون

### العسكريون
- الجزائر
- أنغولا
- الأرجنتين
- النمسا
  - القوات الجوية النمساوية
- أستراليا
  - طيران الجيش الأسترالي
- بوليفيا
- ميانمار
- تشاد
- كولومبيا
- الإكوادور
- فرنسا
- إيران
- المكسيك
- عُمان
- بيرو
- سلوفينيا
- سويسرا
  - القوات الجوية السويسرية
- تايلاند
  - القوات الجوية الملكية التايلندية
- الولايات المتحدة
  - قوات البرية للولايات المتحدة
  - القوات الجوية الأمريكية

### قوات فرض القانون
- ماليزيا
  - الشرطة المالزية الملكية
- جنوب إفريقيا
  - شرطة جنوب أفريقيا

### مدنيون
- نيوزيلندا
  - طيران جبل كوك
- سلوفينيا
  - إيفيوفن كلوب كروسكا (AvioFun klub Koroška)
- الولايات المتحدة
  - أمريكا للطيران

## المواصفات (بيه سي-6 بي2)
الخصائص العامة
- الطول:  ()
- باع الجناح:  ()
- الارتفاع:  ()

الأداء